# Rhamphomyia rampazzii
Rhamphomyia rampazzii är en tvåvingeart som beskrevs av Bartak 2006. Rhamphomyia rampazzii ingår i släktet Rhamphomyia och familjen dansflugor. Inga underarter finns listade i Catalogue of Life.